# Vjekoslava Huljić
Vjekoslava Huljić (djevojački: Tolić; Tomislavgrad, 27. ožujka 1963.), hrvatska spisateljica. Jedna je od najproduktivnijih i najuspješnijih hrvatskih autorica tekstova.

## Životopis
Rođena je 1963. godine u Tomislavgradu. Majka joj je iz Kola, a otac iz Imotskog. U djetinjstvu seli s roditeljima u Split gdje je završila Pravni fakultet.
Kao spisateljica, objavila je 1986. prvu zbirku pjesama Jutrooki nakon čega je napisala nekoliko knjiga za djecu i romana. Za roman Moj Titanic ne tone dobila je 2020. nagradu Anto Gardaš. Autorica je tekstova brojnih hitova supruga Tončija, skladatelja i producenta.

## Djela
- Jutrooki, zbirka pjesama (1986.)
- Čampro, zbirka bajki (2000.)
- Maksove šumotvorine, roman (2002.)
- Oči u oči s nebom, roman (2003.)
- Lonac za čarolije, zbirka bajki (2007.)
- Moj tata je lud za mnom, roman (2011.)
- Moja baka ima dečka, roman (2013.)
- Moja sestra je mrak, roman (2015.)
- Moji misle da ja lažem, roman (2016.)
- Moje ljeto s Picassom, roman za djecu (2018.)
- Moj Titanic ne tone, roman (2019.)[5]

## Vanjske poveznice
- Vjekoslava Huljić na diskografija.com
- Vjekoslava Huljić na zamp.hr